# Serrouville
Ne doit pas être confondu avec Errouville ou Seranville.
Serrouville est une commune française située dans le département de Meurthe-et-Moselle, en région Grand Est.

## Géographie

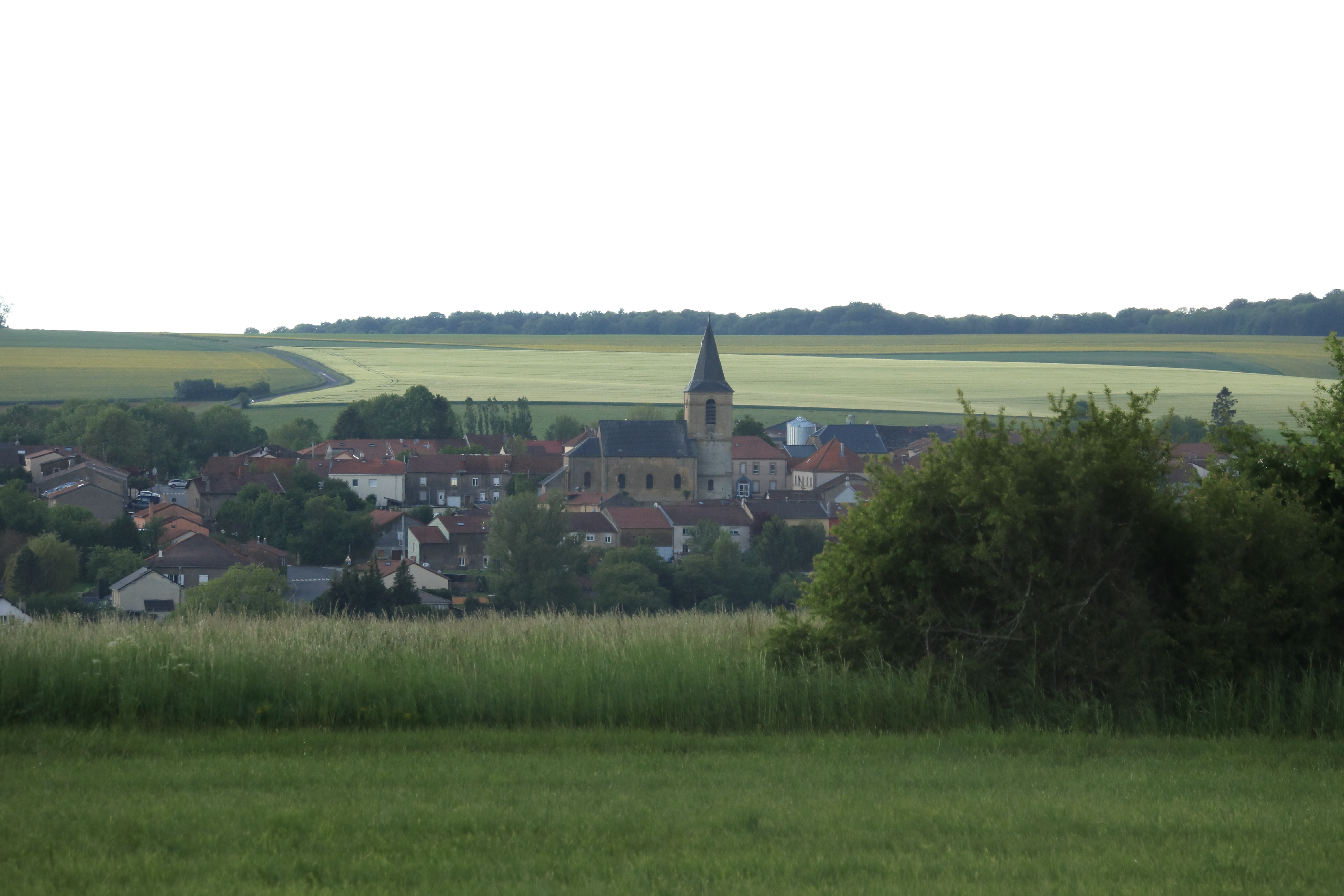
Serrouville entourée de verdure.

| Fillières     | Errouville  | Aumetz Moselle |
| Joppécourt    | Serrouville | Beuvillers     |
| Mercy-le-Haut | Malavillers | Audun-le-Roman |

### Hydrographie

#### Réseau hydrographique
La commune est dans le bassin versant de la Meuse au sein du bassin Rhin-Meuse. Elle est drainée par la Crusnes,.
La Crusnes, d'une longueur de 32 km, prend sa source dans la commune de Errouville et se jette  dans la Chiers à Longuyon, après avoir traversé douze communes. 

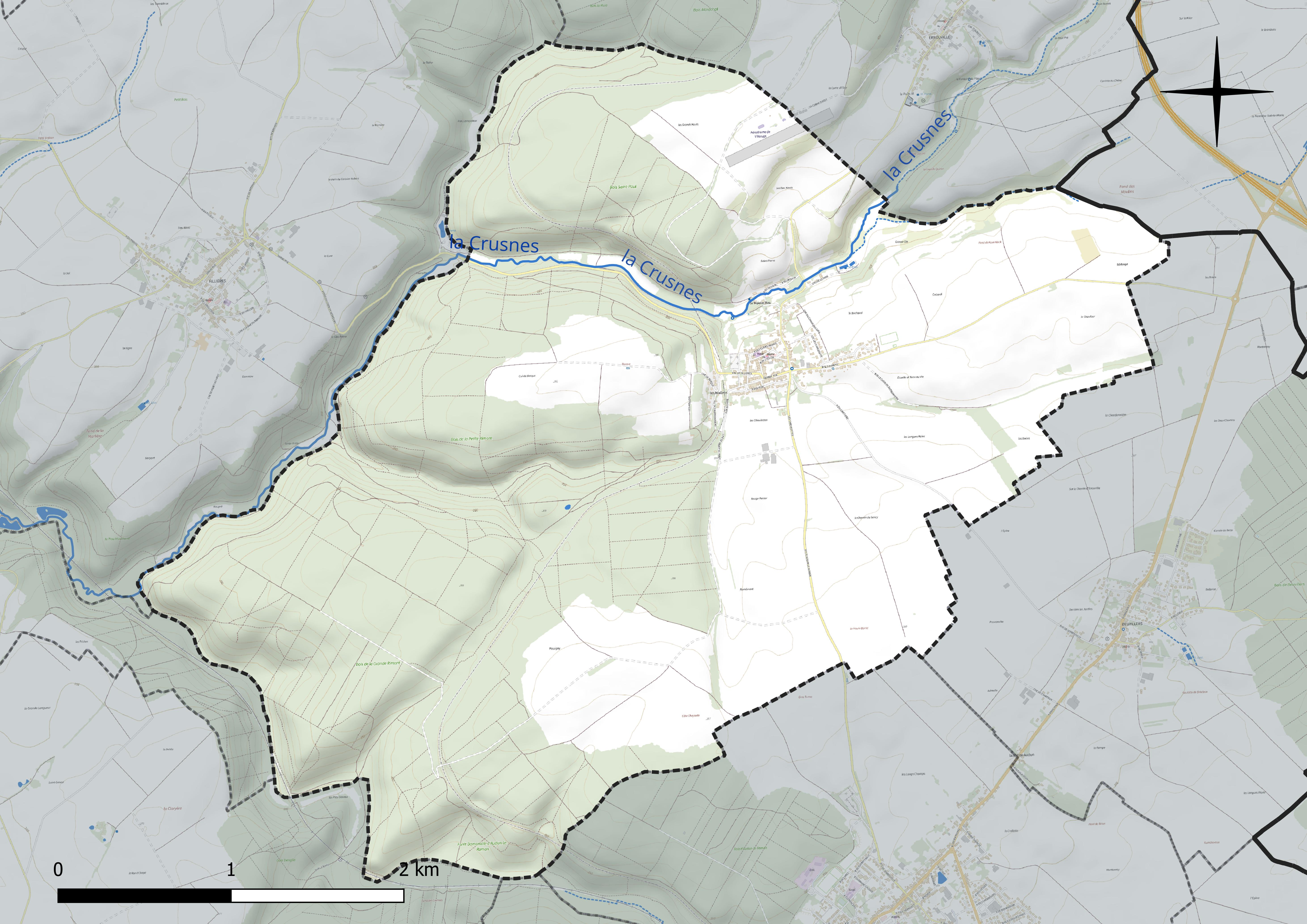
Réseau hydrographique de Serrouville.

#### Gestion et qualité des eaux
Le territoire communal est couvert par le schéma d'aménagement et de gestion des eaux (SAGE) « Bassin ferrifère ». Ce document de planification concerne le périmètre des anciennes galeries des mines de fer, des aquifères et des bassins versants hydrographiques associés qui s’étend sur 2 418 km2. Les bassins versants concernés sont celui de la Chiers en amont de la confluence avec l'Othain, et ses affluents (la Crusnes, la Pienne, l'Othain), celui de l'Orne et ses affluents et celui de la Fensch, le Veymerange, la Kiesel et les parties françaises du bassin versant de l'Alzette et de ses affluents (Kaylbach, ruisseau de Volmerange). Il a été approuvé le 27 mars 2015. La structure porteuse de l'élaboration et de la mise en œuvre est la région Grand Est. 
La qualité des cours d’eau peut être consultée sur un site dédié géré par les agences de l’eau et l’Agence française pour la biodiversité. 

### Climat
Pour des articles plus généraux, voir Climat du Grand Est et Climat de Meurthe-et-Moselle.
En 2010, le climat de la commune est de type climat de montagne, selon une étude du Centre national de la recherche scientifique s'appuyant sur une série de données couvrant la période 1971-2000. En 2020, Météo-France publie une typologie des climats de la France métropolitaine dans laquelle la commune est exposée à un climat semi-continental et est dans la région climatique  Lorraine, plateau de Langres, Morvan, caractérisée par un hiver rude (1,5 °C), des vents modérés et des brouillards fréquents en automne et hiver. 
Pour la période 1971-2000, la température annuelle moyenne est de 9,1 °C, avec une amplitude thermique annuelle de 16,4 °C. Le cumul annuel moyen de précipitations est de 898 mm, avec 13,2 jours de précipitations en janvier et 9,4 jours en juillet. Pour la période 1991-2020, la température moyenne annuelle observée sur la station météorologique de Météo-France la plus proche, « Rouvres-en-woevre », sur la commune de Rouvres-en-Woëvre à 25 km à vol d'oiseau, est de 10,8 °C et le cumul annuel moyen de précipitations est de 668,3 mm. 
La température maximale relevée sur cette station est de 40,2 °C, atteinte le 24 juillet 2019 ; la température minimale est de −15,4 °C, atteinte le 7 février 2012,,. 
Les paramètres climatiques de la commune ont été estimés pour le milieu du siècle (2041-2070) selon différents scénarios d'émission de gaz à effet de serre à partir des nouvelles projections climatiques de référence DRIAS-2020. Ils sont consultables sur un site dédié publié par Météo-France en novembre 2022.

## Urbanisme

### Typologie
Au 1er janvier 2024, Serrouville est catégorisée commune rurale à habitat dispersé, selon la nouvelle grille communale de densité à sept niveaux définie par l'Insee en 2022.
Elle est située hors unité urbaine. Par ailleurs la commune fait partie de l'aire d'attraction de Luxembourg (partie française), dont elle est une commune de la couronne,. Cette aire, qui regroupe 115 communes, est catégorisée dans les aires de 700 000 habitants ou plus (hors Paris),.

### Occupation des sols
L'occupation des sols de la commune, telle qu'elle ressort de la base de données européenne d’occupation biophysique des sols Corine Land Cover (CLC), est marquée par l'importance des forêts et milieux semi-naturels (54,6 % en 2018), une proportion sensiblement équivalente à celle de 1990 (54,8 %). La répartition détaillée en 2018 est la suivante : forêts (54,6 %), terres arables (37,5 %), prairies (5,5 %), zones urbanisées (2,4 %). L'évolution de l’occupation des sols de la commune et de ses infrastructures peut être observée sur les différentes représentations cartographiques du territoire : la carte de Cassini (XVIIIe siècle), la carte d'état-major (1820-1866) et les cartes ou photos aériennes de l'IGN pour la période actuelle (1950 à aujourd'hui).

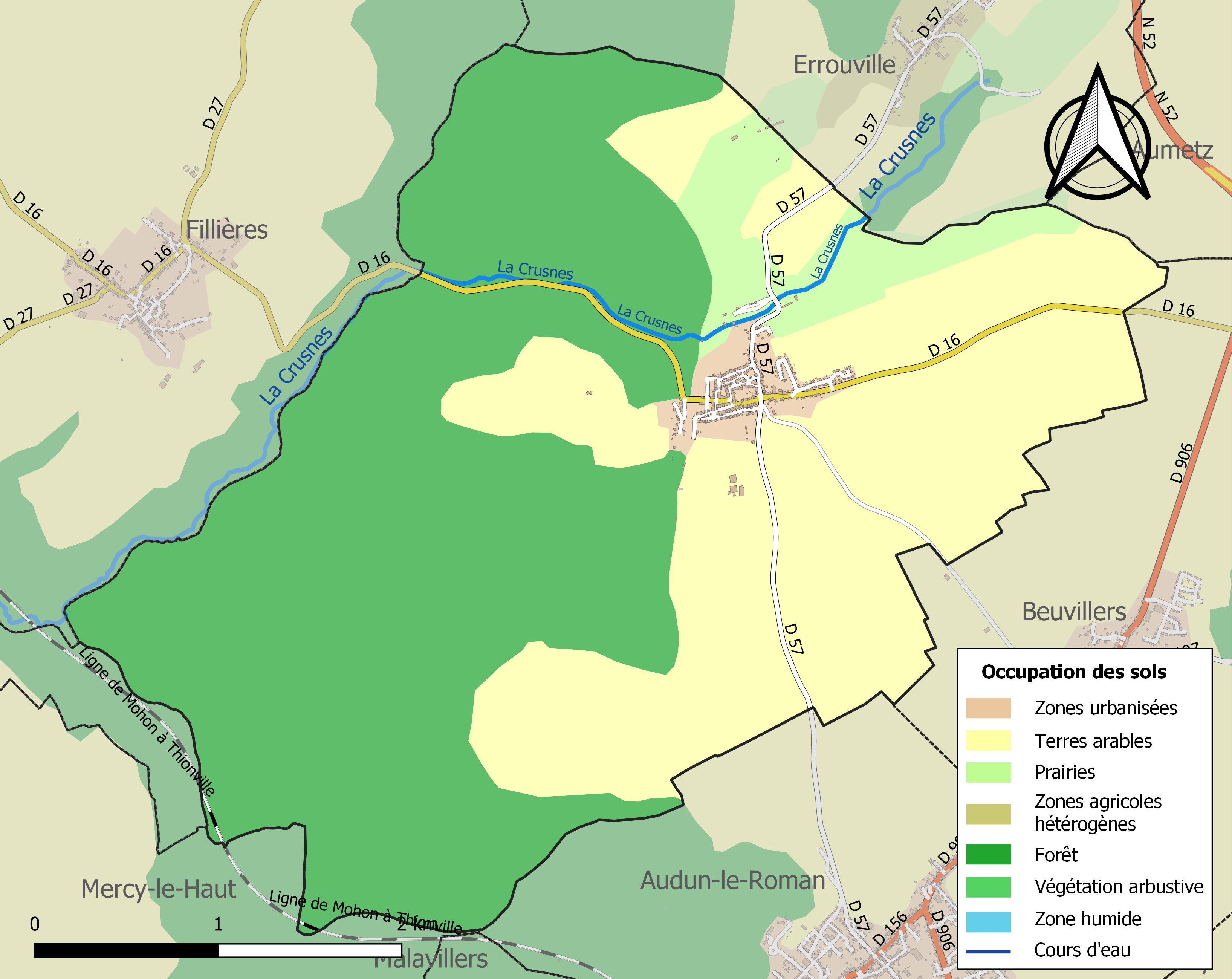
Carte des infrastructures et de l'occupation des sols de la commune en 2018 (CLC).

## Toponymie
- D'un nom de personne Cerold + villa : Sorosvilla (960), Soroltivilla/Soroltvilla (977), Sorolvilla (993), Seroville (1290), Sirouville (1594), Serauville et Salerouville (XVIIe siècle).
- Sorsweller en luxembourgeois. Serovelle en lorrain.

## Histoire
Serrouville relevait par moitié du chapitre de la cathédrale de Metz, et pour l'autre du comte de Bar (loi de Beaumont 1255). En 1817, Serrouville, village de l'ancienne province du Barrois sur la Crusnes avait pour annexes la ferme de Passigny et les anciens ermitages de Saint-Laurent et de Saint-Pierre et trois moulins, le moulin bas, le moulin au bois et le moulin Haut. À cette époque il y avait 658 habitants répartis dans 112 maisons.
Serrouville est aussi un village aux légendes étranges : la légende de la mare au sanglier et la légende de la dame de la gare :
- d'après la légende de la mare, une calèche de voyageur se serait égarée dans le bois de Serrouville, plus précisément à la mare aux sangliers et y aurait perdu la vie un soir en tombant dans cette mare à cause d'un violent orage. On entendrait donc des chevaux galoper, des claquement de fouets et des personnes hurlant certains soirs orageux.
- d'après la légende de la dame de la gare, une femme particulièrement belle vivait seule dans une maison à l'écart du village à côté de l'ancienne gare. Malgré le fait d'être très belle, cette femme était très triste et se donna la mort en se suicidant. La maison fut ensuite brûlée par une cause inconnue. Les restes de cette maison révèlent que quelques jours dans l'année, la jeune femme apparaîtrait…

## Politique et administration
| Période                                  | Période  | Identité        | Étiquette | Qualité      |
| ---------------------------------------- | -------- | --------------- | --------- | ------------ |
| Les données manquantes sont à compléter. |          |                 |           |              |
| mars 2001                                | mai 2020 | Gérard Legendre |           |              |
| mai 2020                                 | En cours | Patrice Picart  |           | Ancien cadre |

## Population et société

### Démographie
L'évolution du nombre d'habitants est connue à travers les recensements de la population effectués dans la commune depuis 1793. Pour les communes de moins de 10 000 habitants, une enquête de recensement portant sur toute la population est réalisée tous les cinq ans, les populations de référence des années intermédiaires étant quant à elles estimées par interpolation ou extrapolation. Pour la commune, le premier recensement exhaustif entrant dans le cadre du nouveau dispositif a été réalisé en 2007.

En 2022, la commune comptait 674 habitants, en évolution de −2,88 % par rapport à 2016 (Meurthe-et-Moselle : −0,13 %, France hors Mayotte : +2,11 %).
| 1793 | 1800 | 1806 | 1821 | 1836 | 1841 | 1861 | 1866 | 1872 |
| ---- | ---- | ---- | ---- | ---- | ---- | ---- | ---- | ---- |
| 566  | 552  | 557  | 597  | 719  | 695  | 726  | 710  | 733  |

| 1876 | 1881 | 1886 | 1891 | 1896 | 1901 | 1906 | 1911 | 1921 |
| ---- | ---- | ---- | ---- | ---- | ---- | ---- | ---- | ---- |
| 712  | 649  | 631  | 616  | 587  | 555  | 923  | 587  | 581  |

| 1926 | 1931 | 1936 | 1946 | 1954 | 1962 | 1968 | 1975 | 1982 |
| ---- | ---- | ---- | ---- | ---- | ---- | ---- | ---- | ---- |
| 504  | 512  | 511  | 404  | 486  | 606  | 479  | 449  | 408  |

| 1990 | 1999 | 2006 | 2007 | 2012 | 2017 | 2022 | - | - |
| ---- | ---- | ---- | ---- | ---- | ---- | ---- | - | - |
| 472  | 525  | 591  | 600  | 715  | 683  | 674  | - | - |

## Culture locale et patrimoine

### Lieux et monuments

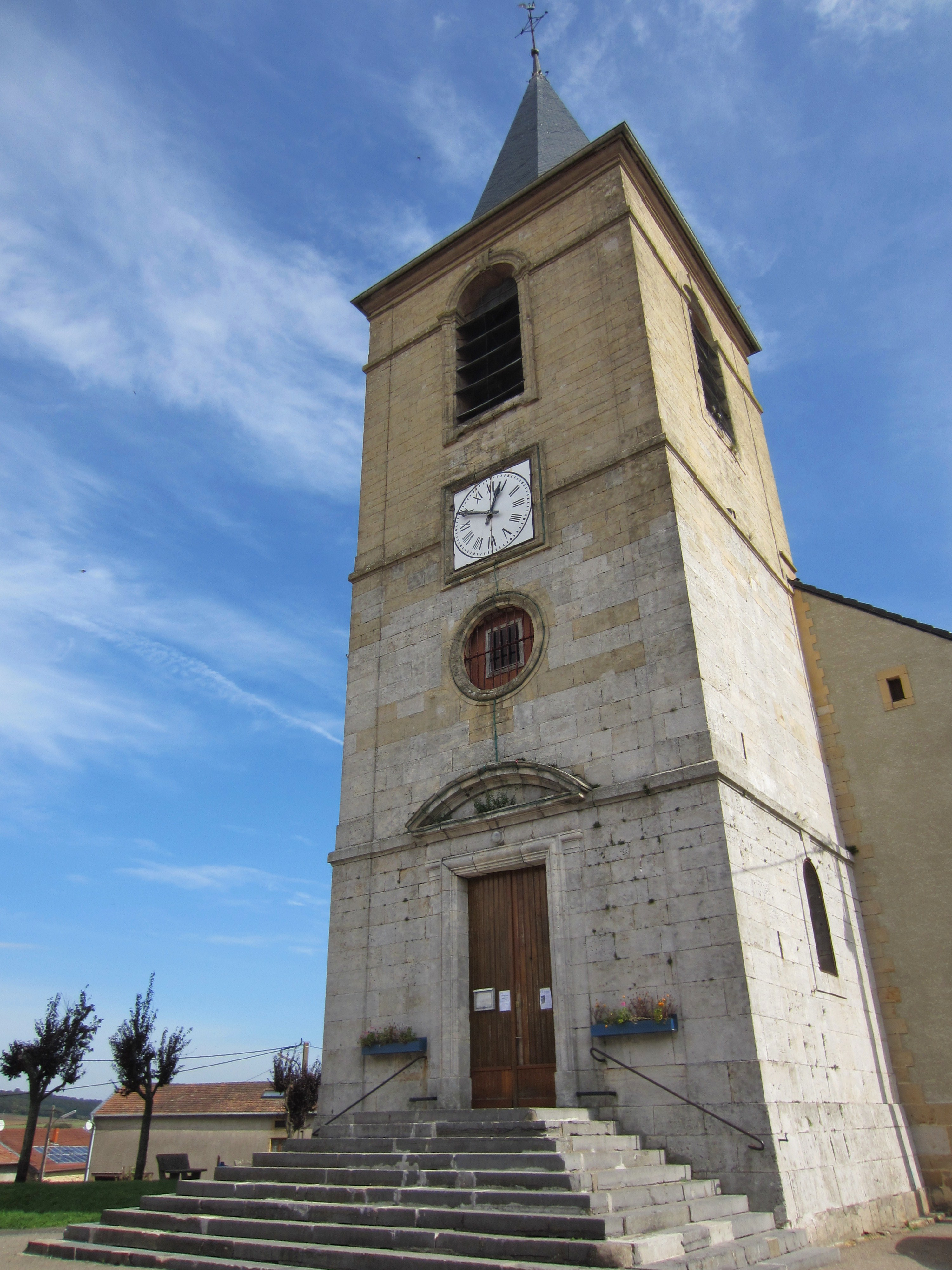
Église paroissiale Saint-Martin.

- Viaduc de Serrouville : viaduc métallique de 235 m, construit avant 1910 par la société des ponts et travaux en fer sur la ligne de Briey à Hussigny et Villerupt, constitués d'un tablier en trois parties (travée centrale de 90 m et deux rives de 60 m)[22].
- Église paroissiale Saint-Martin construite en 1733 (date portée par le fronton du portail). Restauration du clocher détérioré par la foudre en 1846. Nouvelle restauration en 1931 (date portée par le fronton du portail).

### Personnalités liées à la commune
- Nicolas Volcyr de Serrouville (vers 1480-1541), secrétaire ordinaire du duc Antoine de Lorraine.
- Claude Brixhe (1933 - 2021), helléniste et linguiste français né à Serrouville.

### Héraldique
| Blason de Serrouville | Blason  | D'azur à un cygne éployé d'argent accosté de deux cailloux d'or et accompagné en chef et en pointe de deux croisettes recroisetées au pied fiché de même. |
| Blason de Serrouville | Détails | Le cygne éployé rappelle Nicolas Volcyr de Serrouville. Le chapitre de la cathédrale de Metz (les deux cailloux) et le comte de Bar (les deux croisettes) s'associèrent pour faire de Serrouville une "neuve ville". Le statut officiel du blason reste à déterminer. |